# Джармата (комуна)
Джармата (рум. Giarmata) — комуна у повіті Тіміш в Румунії. До складу комуни входять такі села (дані про населення за 2002 рік):
- Джармата (4405 осіб)
- Чернетяз (1002 особи)

Комуна розташована на відстані 406 км на північний захід від Бухареста, 10 км на північний схід від Тімішоари.

## Населення
За даними перепису населення 2002 року у комуні проживали 5407 осіб.
Національний склад населення комуни:
| Національність | Кількість осіб | Відсоток |
| -------------- | -------------- | -------- |
| румуни         | 5069           | 93,7%    |
| угорці         | 144            | 2,7%     |
| цигани         | 108            | 2,0%     |
| українці       | 37             | 0,7%     |
| німці          | 23             | 0,4%     |
| словаки        | 10             | 0,2%     |
| серби          | 6              | 0,1%     |
| болгари        | 3              | 0,1%     |
| поляки         | 3              | 0,1%     |
| чехи           | 2              | < 0,1%   |
| турки          | 1              | < 0,1%   |

Рідною мовою назвали:
| Мова       | Кількість осіб | Відсоток |
| ---------- | -------------- | -------- |
| румунська  | 5210           | 96,4%    |
| угорська   | 123            | 2,3%     |
| українська | 29             | 0,5%     |
| німецька   | 21             | 0,4%     |
| циганська  | 9              | 0,2%     |
| словацька  | 7              | 0,1%     |
| сербська   | 4              | 0,1%     |
| польська   | 3              | 0,1%     |
| болгарська | 1              | < 0,1%   |

Склад населення комуни за віросповіданням:
| Релігія                                       | Кількість осіб | Відсоток |
| --------------------------------------------- | -------------- | -------- |
| православні                                   | 4649           | 86,0%    |
| п'ятдесятники                                 | 403            | 7,5%     |
| римо-католики                                 | 200            | 3,7%     |
| реформати                                     | 25             | 0,5%     |
| греко-католики                                | 25             | 0,5%     |
| старообрядці                                  | 22             | 0,4%     |
| баптисти                                      | 14             | 0,3%     |
| адвентисти                                    | 8              | 0,1%     |
| лютерани                                      | 6              | 0,1%     |
| унітарії                                      | 4              | 0,1%     |
| лютерани (Синодально-пресвітеріанська церква) | 2              | < 0,1%   |
| атеїсти                                       | 1              | < 0,1%   |